# Heinz Hartmann (Fußballspieler)
Heinz Hartmann (Lebensdaten unbekannt) war ein deutscher Fußballspieler.

## Karriere

### Vereine
Hartmann gehörte als Mittelfeldspieler dem Dresdner SC an, für den er in den vom Verband Mitteldeutscher Ballspiel-Vereine ausgetragenen Meisterschaften im Gau Ostsachsen von 1929 bis 1933 Punktspiele bestritt. Während seiner Vereinszugehörigkeit gewann er viermal die Meisterschaft Gau Ostsachsen und war damit auch viermal in der Endrunde um die Mitteldeutsche Meisterschaft vertreten, in der er viermal das Finale erreichte und dreimal den Titel gewann. Nur am 17. April 1932 unterlag seine Mannschaft im Finale dem PSV Chemnitz mit 2:3 n. V. Aufgrund der drei errungenen Meistertitel war seine Mannschaft auch dreimal in der Endrunde um die Deutsche Meisterschaft vertreten, in denen er insgesamt sechs Spiele bestritt. Sein Debüt gab er am 18. Mai 1930 im Stadion am Zoo, der Spielstätte des VfL Halle 1896, beim 8:1-Achtelfinalsieg über den VfB Königsberg. Nach dem mühevollen 5:4-Sieg n. V. am 1. Juni 1930 im Viertelfinale über die SpVgg Fürth, rückte er mit seiner Mannschaft ins Halbfinale vor, das am 15. Juni 1930 im Duisburger Wedaustadion gegen Holstein Kiel mit 0:2 verloren wurde. Seinen nächsten beiden Endrundenspielen bestritt er mit dem Achtel- und Viertelfinale am 10. und 17. Mai beim 8:1-Sieg über den VfB Königsberg und bei der 3:4-Niederlage gegen Holstein Kiel.
Seine letzte Saison, die er mit der Meisterschaft abschloss, bestritt er 1933/34 in der Gauliga Sachsen, eine von zunächst 16, später auf 23 aufgestockten Gauligen zur Zeit des Nationalsozialismus als einheitlich höchste Spielklasse im Deutschen Reich. Mit diesem Erfolg nahm er ein letztes Mal an der Endrunde um die Deutsche Meisterschaft teil und bestritt alle sechs Spiele in der Gruppe D, eine von vier Gruppen zu je vier Mannschaften. Als Gruppenzweiter – punktgleich mit dem 1. FC Nürnberg – entschied der bessere Torquotient zugunsten des Clubs, der wie alle anderen Gruppensieger ins Halbfinale einzog.

### Auswahlmannschaft
Als Spieler der Auswahlmannschaft des Verbandes Mitteldeutscher Ballspiel-Vereine kam er im Wettbewerb um den Bundespokal in dem am 19. April 1931 angesetzten Finale im heimischen Stadion am Ostragehege zum Einsatz. Die Begegnung mit der Auswahlmannschaft des Westdeutschen Spiel-Verbandes wurde vor 30.000 Zuschauern mit 3:4 n. V. verloren.

## Erfolge
- Gaumeister Sachsen 1934
- Mitteldeutscher Meister 1930, 1931, 1933
- Meister Gau Ostsachsen 1930, 1931, 1932, 1933
- Bundespokal-Finalist 1931